# Conservatoire d'État de Tbilissi
Le conservatoire d'État de Tbilissi est une école de musique fondée en 1917 à Tbilissi en Géorgie.

## Historique
Le conservatoire d'État de Tbilissi a été créé officiellement le 1er mai 1917. En 1921 est créé un deuxième conservatoire de musique, mais en 1924, le régime soviétique met un terme à l'existence de ce second conservatoire et déclare que seul le premier conservatoire aura une existence légale. Le conservatoire d'État de Tbilissi est reconnu par la Société musicale russe. 
Le bâtiment fut édifié entre 1901 et 1905. Il est situé sur la grande Avenue Roustavéli du nom du poète géorgien Chota Roustavéli. L'architecture de l'édifice est de style éclectique avec un mélange de style Renaissance et de style baroque. Devant la façade se dresse la statue du compositeur Anton Rubinstein.
Parmi les premiers professeurs de musique, nombre d'entre furent eux-mêmes élèves de Franz Liszt, Antoine-François Marmontel, Ignaz Moscheles, Tchaikovsky ou Henryk Wieniawski. D'autres étaient issus du Conservatoire Tchaïkovski de Moscou ou du Conservatoire Rimski-Korsakov de Saint-Pétersbourg. Le conservatoire compte aujourd'hui environ deux cents professeurs.
De nombreux chefs d'orchestre sont venus jouer au conservatoire de Tbilissi, parmi eux, Vladimir Horowitz, Egon Petri, Sviatoslav Richter, David Oistrakh, Emil Gilels et Mstislav Rostropovich.

## Directeurs du conservatoire de Tbilissi
- Nikolai Nikolaev (1917-1918)
- Zakaria Paliachvili (1918-1919)
- Nicolas Tcherepnine (1919-1922)
- Zakaria Paliachvili (1922-1923)

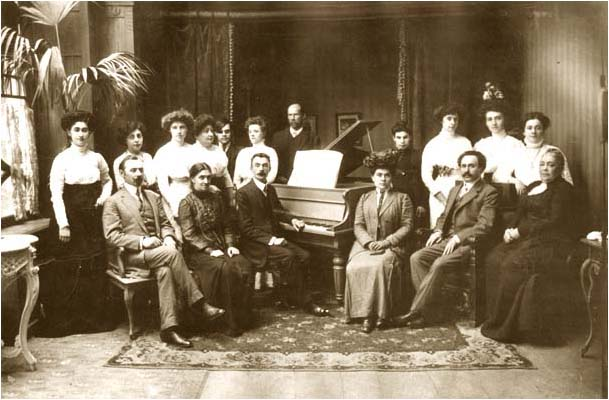
L'équipe enseignante sous la direction de Nikolai Nikolaev.

- Mikhaïl Ippolitov-Ivanov (1924-1925)
- Dimitri Arakichvili (1926-1929)
- Zakaria Paliachvili (1930-1931)
- Otar Taktakichvili (1962-1964)
- Sulkhan Tsintsadze (1965-1984)
- Nodar Gabunia (1984-2000)
- Manana Doijachvili (depuis 2000)

## Élèves notoires
- Vaja Azarashvili